# Oktobristen
Die Oktobristen (russisch Октябристы/ Oktjabristy) waren Mitglieder der Partei Bund des 17. Oktober (russ. Союз 17 октября/ Sojus 17 oktjabrja) in Russland.
Die Partei war infolge des Oktobermanifestes vom 17. Oktober 1905 entstanden, das Nikolaus II. nach dem Petersburger Blutsonntag erlassen hatte. Sie bestand bis 1917. Die Oktobristen vertraten den Gedanken einer konstitutionellen Monarchie bei vollen legislativen Rechten der Duma, wie es die vom Zar verkündete Verfassung vorsah.
In der 3. Duma (1907–1912) stellten sie die zweitstärkste Fraktion nach den Schwarzhundertern, denen sie politisch nahestanden. Sie wurden wegen ihrer konservativen Politik von ländlichem Adel und Unternehmern gestützt.
Ab 1915 gehörten sie zum Progressiven Block der oppositionellen Dumaparteien und waren nach der Februarrevolution 1917 in der Provisorischen Regierung am 2. März 1917 vertreten. Die Parteispitze bildeten der Großindustrielle Alexander Gutschkow und der Großgrundbesitzer Michail Rodsjanko. Gutschkow war Kriegsminister der ersten provisorischen Regierung.